# Ligia exotica
Ligia exotica là một loài chân đều trong họ Ligiidae. Loài này được Roux miêu tả khoa học năm 1828.

## Hình ảnh

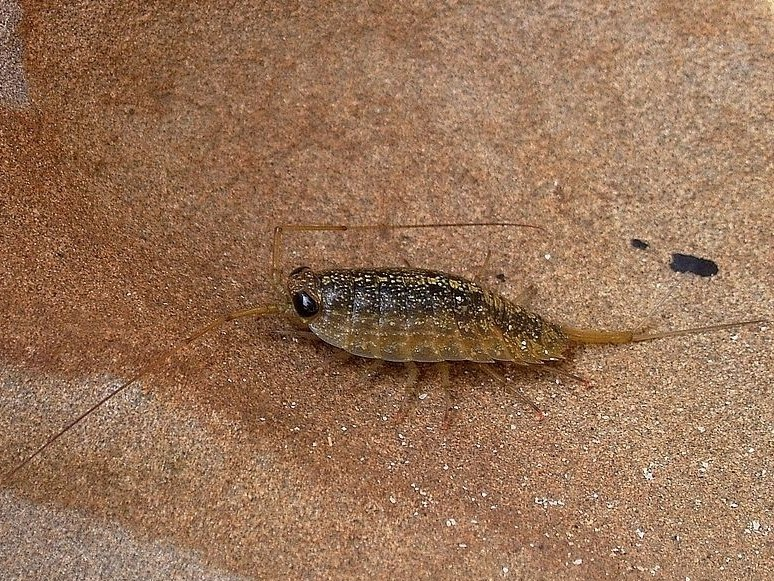
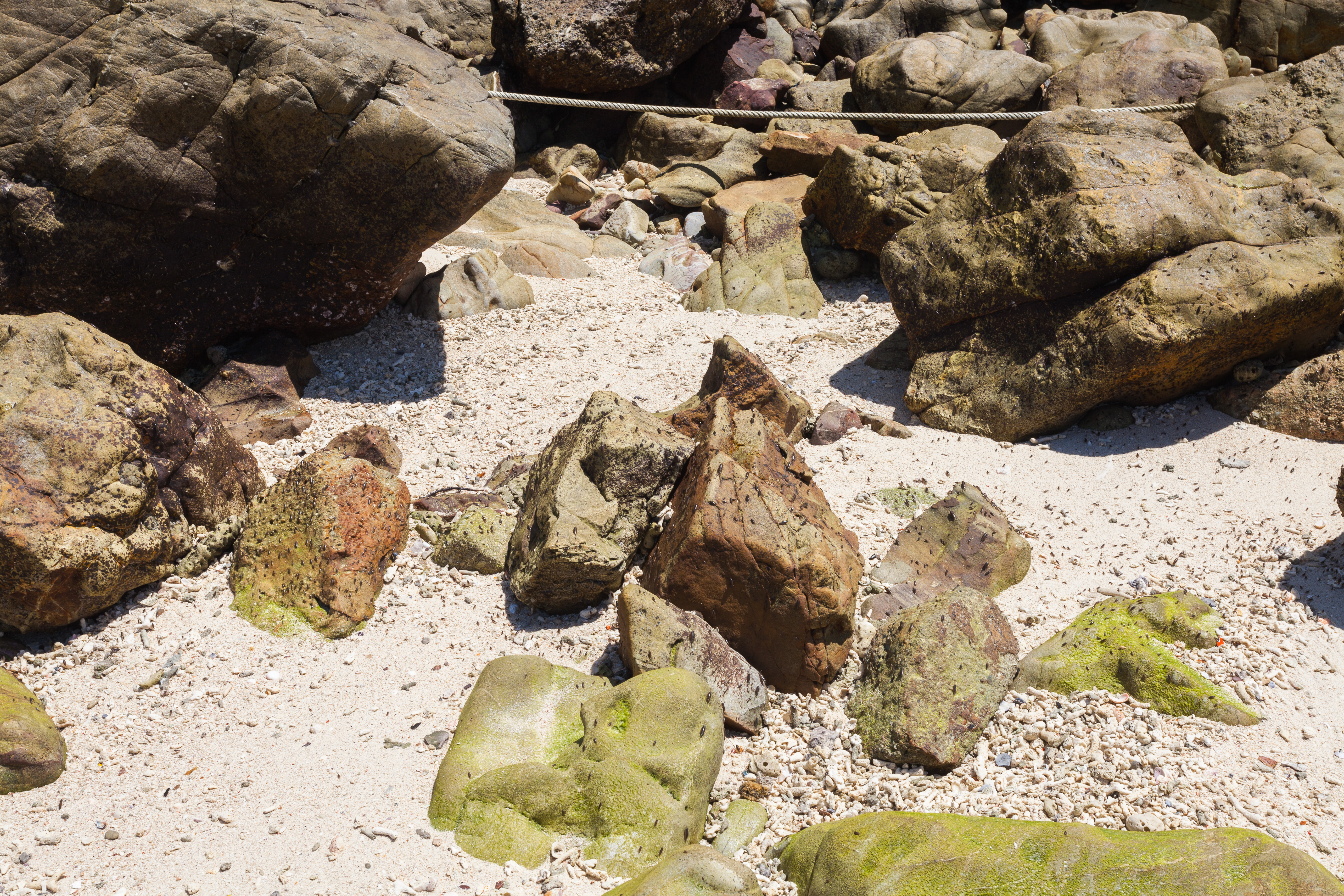
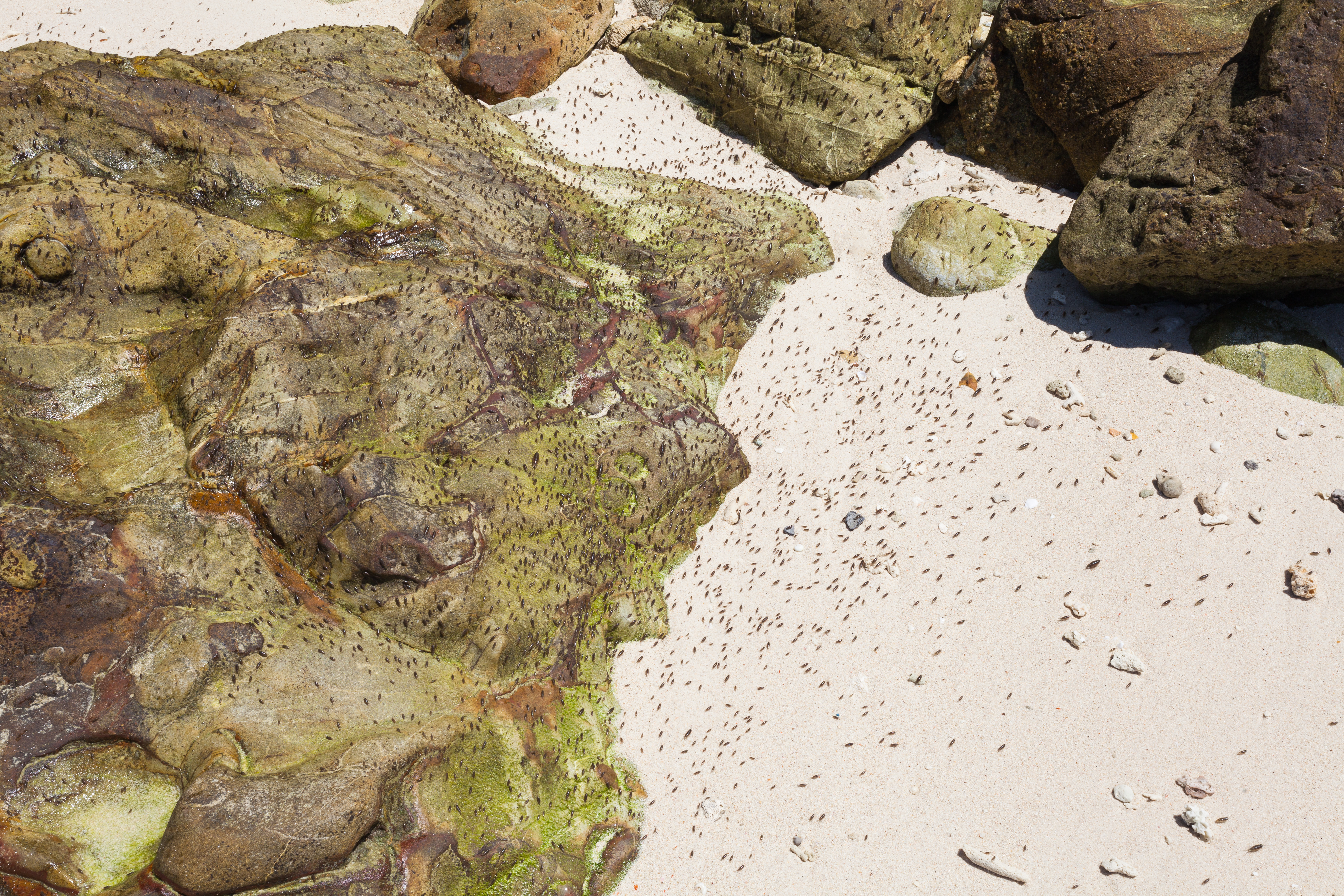
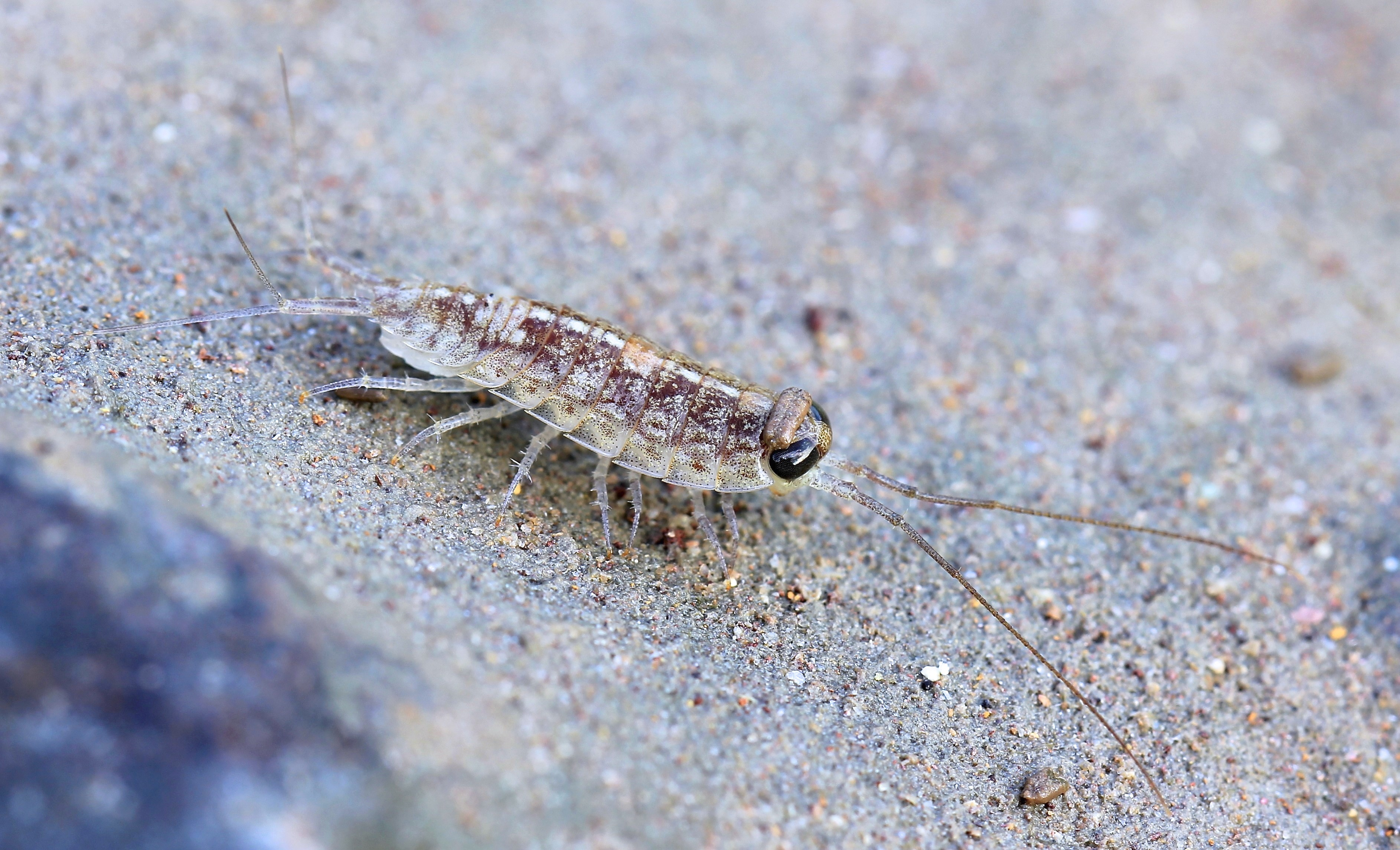